# Abe Vigoda
Abraham Charles Vigoda, detto Abe (New York, 24 febbraio 1921 – Woodland Park, 26 gennaio 2016), è stato un attore statunitense, conosciuto soprattutto per il ruolo di Tessio nel film Il padrino di Francis Ford Coppola.

## Biografia
Nato e cresciuto a Brooklyn, borough di New York, figlio d'immigrati russi e italiani d'origine ebraica, Samuel e Lena Moses Vigoda, nel 1979 ha partecipato ad un episodio della serie di telefilm La famiglia Bradford nella parte di un sindacalista a capo di un gruppo di pensionati che si offende per un articolo di Tom Bradford.

## Filmografia parziale

### Cinema

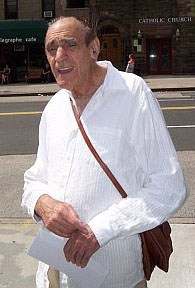
Abe Vigoda a Manhattan nel 2007

- Tre camere a Manhattan (Trois chambres à Manhattan), regia di Marcel Carné (1965)
- Il padrino (The Godfather), regia di Francis Ford Coppola (1972)
- Il boss è morto (The Don Is Dead), regia di Richard Fleischer (1973)
- Il padrino - Parte II (The Godfather: Part II), regia di Francis Ford Coppola (1974) - cameo
- Agente Newman (Newman's Law), regia di Richard T. Heffron (1974)
- A proposito di omicidi... (The Cheap Detective), regia di Robert Moore (1978)
- La corsa più pazza d'America n. 2 (Cannonball Run II), regia di Hal Needham (1984)
- Stuff - Il gelato che uccide (The Stuff), regia di Larry Cohen (1985)
- Senti chi parla (Look Who's Talking), regia di Amy Heckerling (1989)
- La renna (Prancer), regia di John D. Hancock (1989)
- Joe contro il vulcano (Joe Versus the Volcano), regia di John Patrick Shanley (1990)
- Lucky Luke, regia di Terence Hill (1991)
- Scacco al re nero (Sugar Hill), regia di Leon Ichaso (1993)
- Genitori cercasi (North), regia di Rob Reiner (1994)
- Un lavoro da giurato (Jury Duty), regia di John Fortenberry (1995)
- È solo l'amore che conta (Love Is All There Is), regia di Joseph Bologna (1996)
- Underworld - Vendetta sotterranea (Underworld), regia di Roger Christian (1996)
- Missione hamburger (Good Burger), regia di Brian Robbins (1997)
- Biglietti... d'amore (Just the Ticket), regia di Richard Wenk (1999)
- Crime Spree - Fuga da Chicago (Crime Spree), regia di Brad Mirman (2003)
- Sweet Destiny, regia di Francine Pellegrino (2014)

### Televisione
- La figlia del diavolo (The Devil's Daughter), regia di Jeannot Szwarc – film TV (1973)
- Kojak – serie TV, episodio 2x09 (1974)
- Barney Miller – serie TV, 61 episodi (1974-1981)
- La donna bionica (The Bionic Woman) – serie TV, 1 episodio (1977)
- Saremo famosi (The Comedy Company), regia di Lee Philips – film TV (1978)
- Love Boat (The Love Boat) – serie TV, episodio 2x16 (1979)
- Un salto nel buio (Tales from the Darkside) – serie TV, episodio 2x20 (1986)
- MacGyver – serie TV, episodio 6x07 (1990)
- La signora in giallo (Murder, She Wrote) – serie TV, episodio 7x17 (1991)

## Doppiatori italiani
Nelle versioni in italiano delle opere in cui ha recitato, Abe Vigoda è stato doppiato da:
- Elio Zamuto ne Il padrino[5] e Il padrino - Parte II[5]
- Silvano Tranquilli in Love Boat[6], La figlia del diavolo
- Sandro Sardone in Senti chi parla
- Walter Maestosi in Scacco al re nero
- Mario Milita in La renna[7]
- Goffredo Matassi in La signora in giallo[8]
- Arturo Dominici ne La famiglia Bradford[9]
- Gianfranco Bellini in Lucky Luke
- Cesare Gelli in Joe contro il vulcano
- Vittorio Congia in Missione hamburger

Da doppiatore è stato sostituito da:
- Guido Cerniglia in Batman - La maschera del fantasma
- Gianni Quillico ne Il padrino (videogioco)